# خط شبه-کوفی
خط شبه کوفی همچنین گاهی خط شبه عربی سبکی از تزئینات استفاده شده در طول قرون وسطی یا رنسانس بود. متشکل از تقلید از خط عربی کوفی، یا گاهی خط عربی بهم چسبیده، در متنی غیر عربی است: «تقلید از عربی در هنر اروپا اغلب به عنوان شبه کوفی توصیف می‌شوند، با وام گرفتن از اصطلاحی در خط عربی که بر خطوط مستقیم و زاویه‌دار تأکید دارد و عمدتاً برای تزئینات معماری به کار برده می‌شود». شبه کوفی اغلب در هنر رنسانس در نگاره‌هایی از مردم سرزمین مقدس و به خصوص مریم باکره ظهور پیدا می‌کند. این یک مثال از تاثیرهای اسلامی بر هنر غربی است.

## یادداشت
1. ↑  Mack, p.51